# Grenslinde
Om de eigendomsgrens van een ambachtsheer af te bakenen werd vroeger vaak een lindeboom aangeplant. Deze Grenslinde deed vaak ook dienst als grens tussen twee gemeenten. Grenslindes zijn vooral te vinden op Zuid-Beveland in polders die vóór 1700 zijn bedijkt.